# Gaudent
Gaudent est une commune française située dans l'est du département des Hautes-Pyrénées, en région Occitanie. Sur le plan historique et culturel, la commune est dans le pays de Comminges, correspondant à l’ancien comté de Comminges, circonscription de la province de Gascogne située sur les départements actuels du Gers, de la Haute-Garonne, des Hautes-Pyrénées et de l'Ariège.
Exposée à un climat de montagne, elle est drainée par divers petits cours d'eau. La commune possède un patrimoine naturel remarquable composé de cinq zones naturelles d'intérêt écologique, faunistique et floristique.
Gaudent est une commune rurale qui compte 38 habitants en 2022, après avoir connu un pic de population de 182 habitants en 1866. Ses habitants sont appelés les Gaudentais ou  Gaudentaises.

## Géographie

### Localisation
La commune de Gaudent se trouve dans le département des Hautes-Pyrénées, en région Occitanie.
Elle se situe à 48 km à vol d'oiseau de Tarbes, préfecture du département, à 35 km de Bagnères-de-Bigorre, sous-préfecture, et à 21 km de Lannemezan, bureau centralisateur du canton de la Vallée de la Barousse dont dépend la commune depuis 2015 pour les élections départementales.
La commune fait en outre partie du bassin de vie de Montréjeau.
Les communes les plus proches sont : 
Sacoué (0,7 km), Gembrie (0,7 km), Créchets (1,2 km), Antichan (1,2 km), Anla (1,6 km), Aveux (1,8 km), Bramevaque (1,9 km), Troubat (2,2 km).
Sur le plan historique et culturel, Gaudent fait partie du pays de Comminges, correspondant à l’ancien comté de Comminges, circonscription de la province de Gascogne située sur les départements actuels du Gers, de la Haute-Garonne, des Hautes-Pyrénées et de l'Ariège.
Le Plan d'Ilheu est un lieu-dit de la commune.
| Saint-Bertrand-de-Comminges (Haute-Garonne) | Aveux   | Créchets |
|                                             | Gaudent |          |
| Sacoué                                      |         | Gembrie  |

Sélection de vues diverses
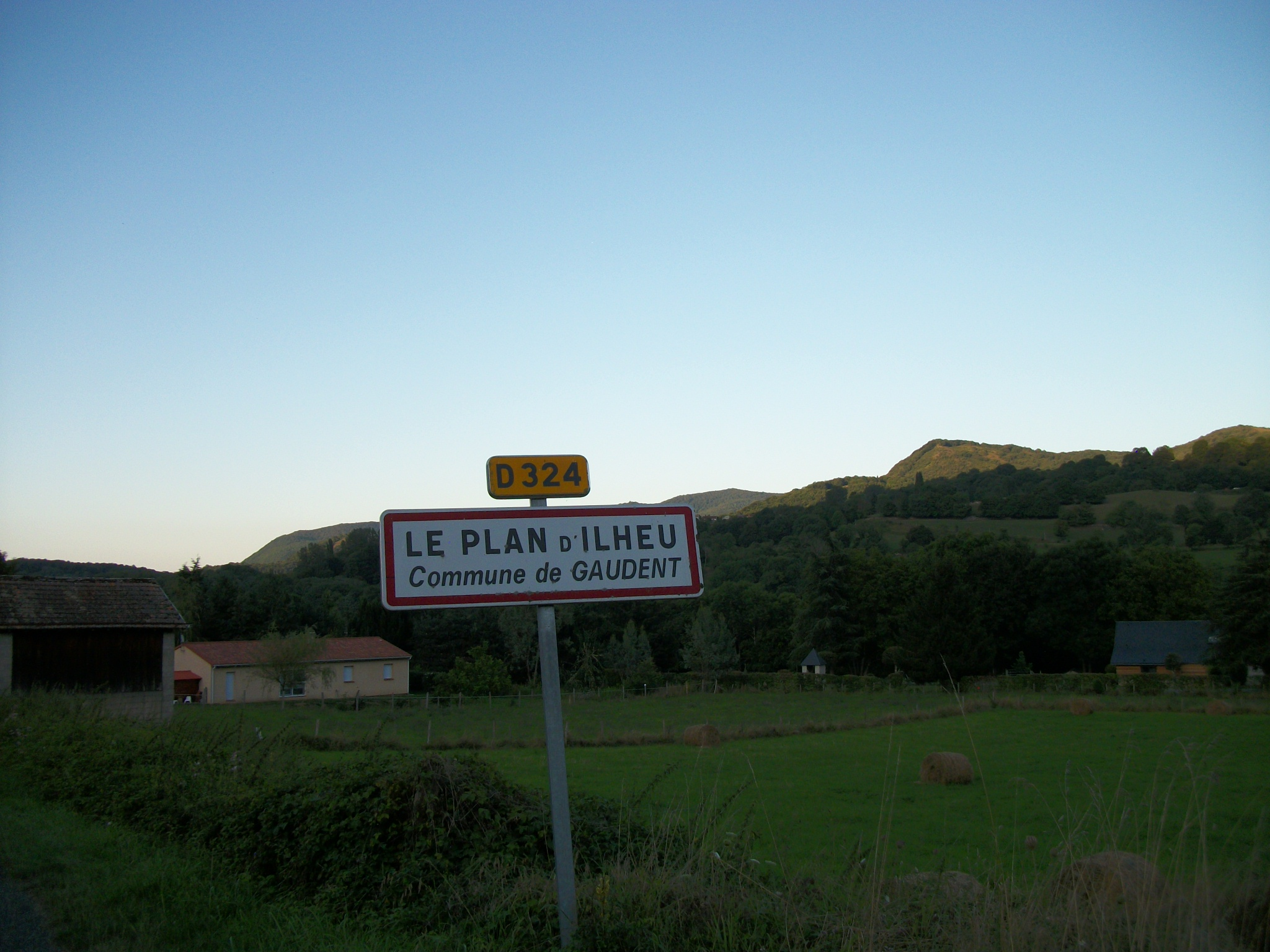
Le Plan d'Ilheu, lieu-dit de la commune de Gaudent.
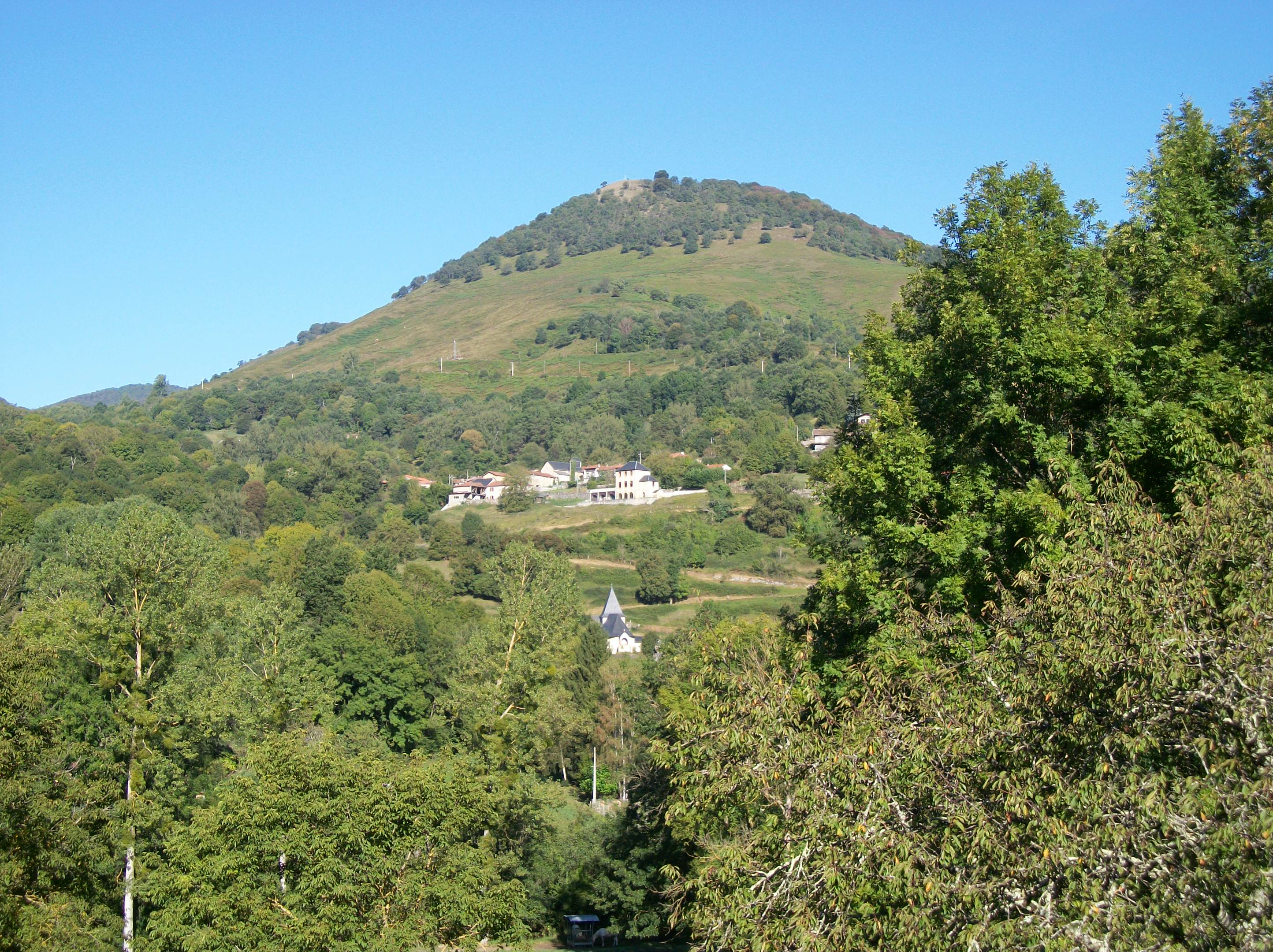
Vue du village de Gaudent depuis Gembrie, le pic de Cau et la chapelle Notre-Dame du Plan d'Ilheu.
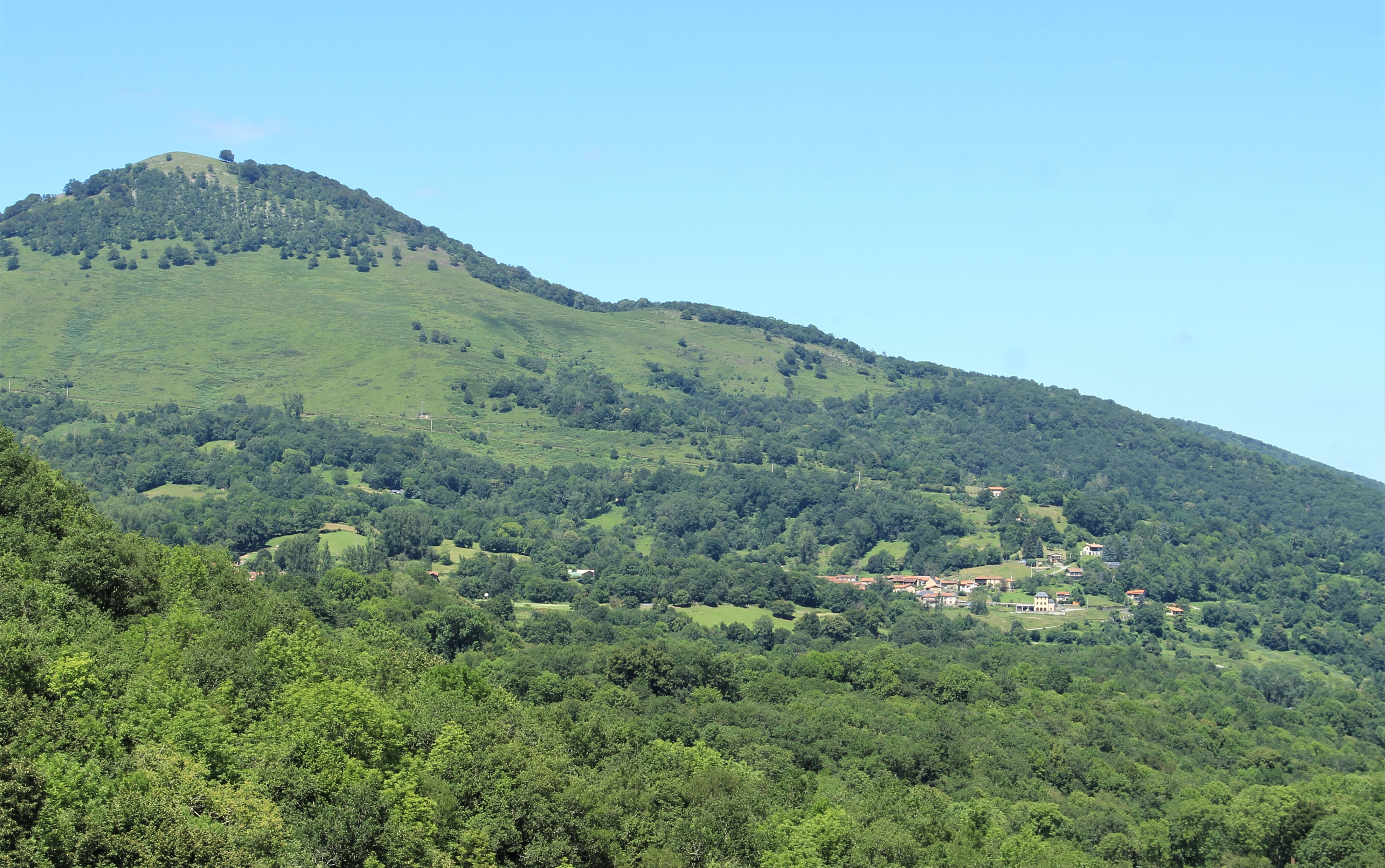
Vue de Gaudent.
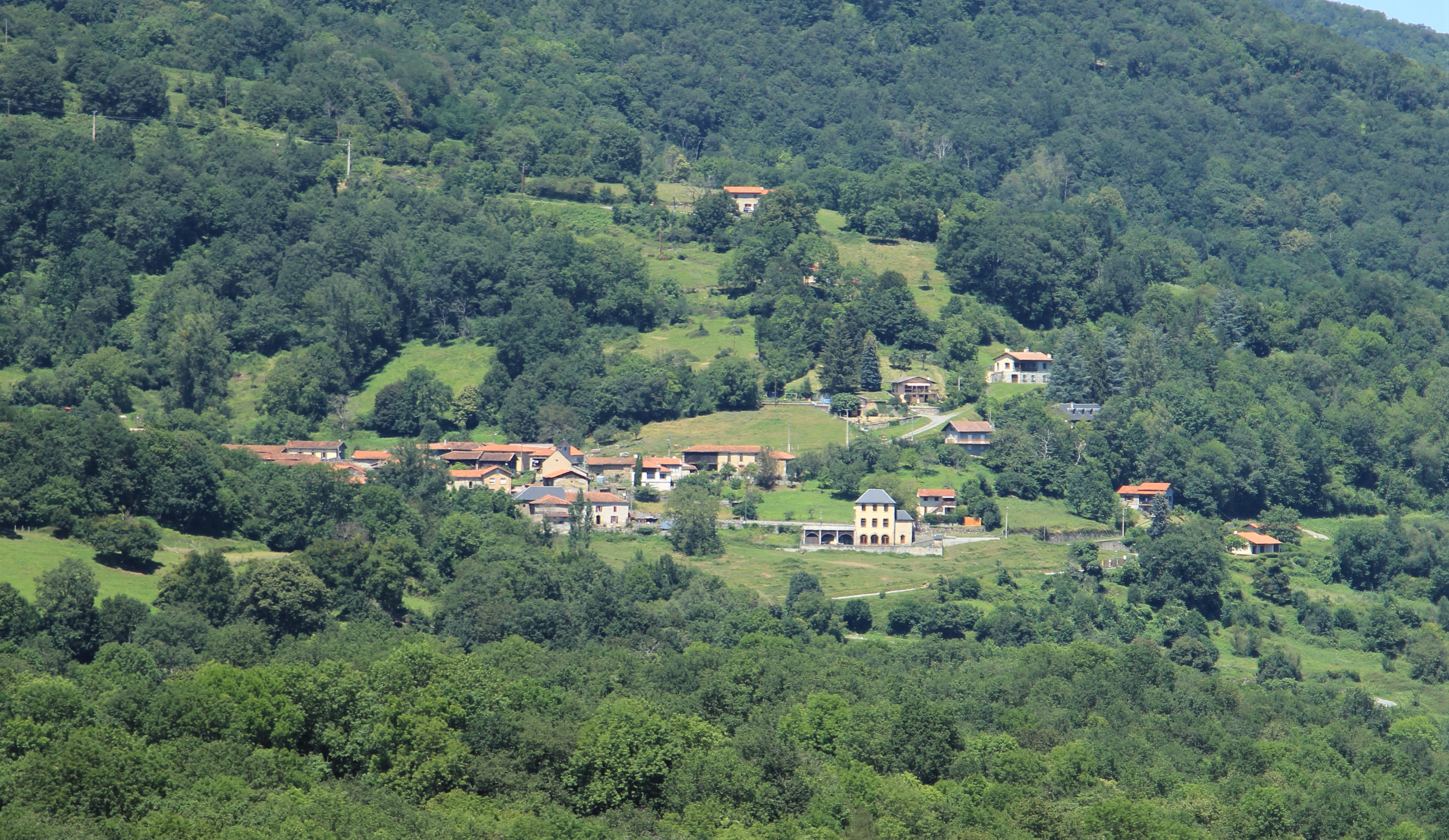
Vue de Gaudent.

### Hydrographie
La commune est dans le bassin versant de la Garonne, au sein du bassin hydrographique Adour-Garonne. Elle est drainée par L'Arrieu, le ruisseau Bignasse, le ruisseau de bassiès et le ruisseau des Graves, constituant un réseau hydrographique de 2 km de longueur totale,.

### Climat
La commune jouit d'un climat montagnard caractérisé par des étés doux (température moyenne de 25 °C) et des périodes de beaux temps. Parfois des orages éclatent sous forme de fortes averses, imprévues et violentes. Quant aux hivers, ils sont frais ou froids avec des températures de 3 °C en moyenne, et souvent humides avec de fréquentes dépressions en provenance de l'Atlantique amenant de la pluie.
| Mois                              | jan.  | fév.  | mars  | avril | mai   | juin  | jui.  | août  | sep.  | oct.  | nov.  | déc.  | année   |
| --------------------------------- | ----- | ----- | ----- | ----- | ----- | ----- | ----- | ----- | ----- | ----- | ----- | ----- | ------- |
| Température minimale moyenne (°C) | 1     | 2     | 4     | 6     | 9     | 13    | 15    | 15    | 12    | 9     | 4     | 2     | 7,7     |
| Température moyenne (°C)          | 5,2   | 5,6   | 8,4   | 10,1  | 13,8  | 17,8  | 18,6  | 18,8  | 16,4  | 13,5  | 7,5   | 5,5   | 11,8    |
| Température maximale moyenne (°C) | 10    | 11    | 14    | 15    | 19    | 22    | 25    | 25    | 23    | 19    | 14    | 11    | 17,3    |
| Ensoleillement (h)                | 108,8 | 118,8 | 155,6 | 157,2 | 181,3 | 191,5 | 215,5 | 196,4 | 194,5 | 164,4 | 124,4 | 104,4 | 1 912,8 |
| Précipitations (mm)               | 98,6  | 63,3  | 99    | 108,2 | 137   | 87,1  | 72,6  | 70,5  | 69,5  | 81,9  | 101,4 | 97,4  | 1 086   |

### Milieux naturels et biodiversité
L’inventaire des zones naturelles d'intérêt écologique, faunistique et floristique (ZNIEFF) a pour objectif de réaliser une couverture des zones les plus intéressantes sur le plan écologique, essentiellement dans la perspective d’améliorer la connaissance du patrimoine naturel national et de fournir aux différents décideurs un outil d’aide à la prise en compte de l’environnement dans l’aménagement du territoire.
Trois ZNIEFF de type 1 sont recensées sur la commune :
- le « Col de Mortis et pic de Cau » (191 ha), couvrant 5 communes dont une dans la Haute-Garonne et quatre dans les Hautes-Pyrénées[10] ;
- « l'Ourse et ses affluents de Ferrère à Izaourt » (85 ha), couvrant 18 communes du département[11],
- les « montagnes de Saint-Bertrand-de-Comminges et de Tibiran-Jaunac » (1 613 ha), couvrant 8 communes dont une dans la Haute-Garonne et sept dans les Hautes-Pyrénées[12] ;

et deux ZNIEFF de type 2, : 
- les « Garonne amont, Pique et Neste » (1 788 ha), couvrant 112 communes dont 42 dans la Haute-Garonne et 70 dans les Hautes-Pyrénées[13] ;
- les « montagnes sèches et rocheuses en rives gauche et droite de l'Ourse et à Saint-Bertrand-de-Comminges » (5 147 ha), couvrant 24 communes dont deux dans la Haute-Garonne et 22 dans les Hautes-Pyrénées[14].

## Urbanisme

### Typologie
Au 1er janvier 2024, Gaudent est catégorisée commune rurale à habitat dispersé, selon la nouvelle grille communale de densité à sept niveaux définie par l'Insee en 2022.
Elle est située hors unité urbaine et hors attraction des villes,.

### Occupation des sols
L'occupation des sols de la commune, telle qu'elle ressort de la base de données européenne d’occupation biophysique des sols Corine Land Cover (CLC), est marquée par l'importance des territoires agricoles (51,9 % en 2018), une proportion identique à celle de 1990 (51,9 %). La répartition détaillée en 2018 est la suivante : 
zones agricoles hétérogènes (51,9 %), milieux à végétation arbustive et/ou herbacée (42,6 %), forêts (5,5 %).
L'IGN met par ailleurs à disposition un outil en ligne permettant de comparer l’évolution dans le temps de l’occupation des sols de la commune (ou de territoires à des échelles différentes). Plusieurs époques sont accessibles sous forme de cartes ou photos aériennes : la carte de Cassini (XVIIIe siècle), la carte d'état-major (1820-1866) et la période actuelle (1950 à aujourd'hui).

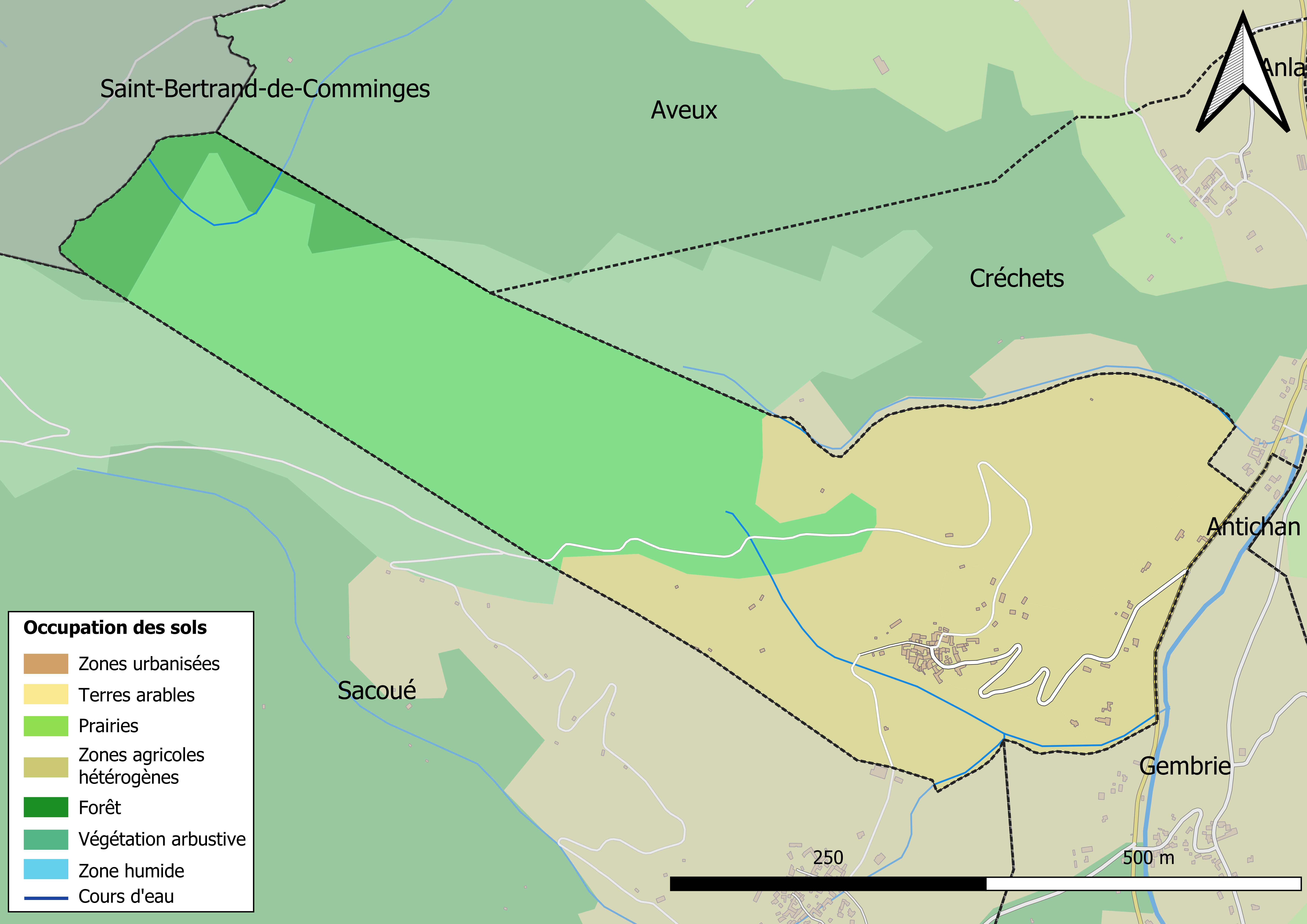
Carte des infrastructures et de l'occupation des sols en 2018 (CLC) de la commune.
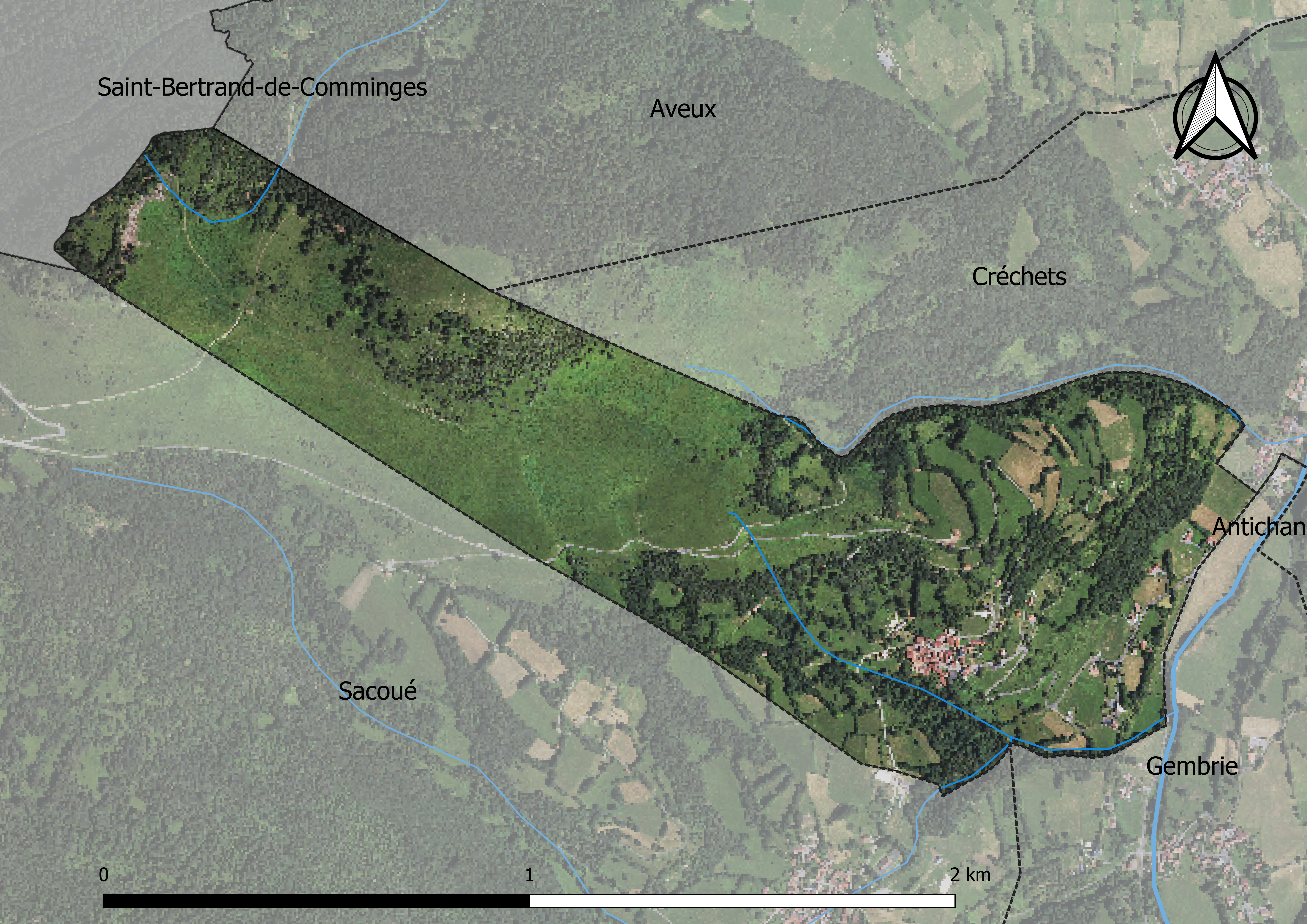
Carte orthophotogrammétrique de la commune.

### Logement
En 2012, le nombre total de logements dans la commune est de 41.
Parmi ces logements, 48,8 % sont des résidences principales, 44,2 % des résidences secondaires et 7,0 % des logements vacants.

### Voies de communication et transports
Cette commune est desservie par la route départementale D 925 et par la route départementale D 124.

### Risques majeurs
Le territoire de la commune de Gaudent est vulnérable à différents aléas naturels : météorologiques (tempête, orage, neige, grand froid, canicule ou sécheresse), inondations, feux de forêts, mouvements de terrains et séisme (sismicité moyenne). Un site publié par le BRGM permet d'évaluer simplement et rapidement les risques d'un bien localisé soit par son adresse soit par le numéro de sa parcelle.
Certaines parties du territoire communal sont susceptibles d’être affectées par le risque d’inondation par débordement de cours d'eau, notamment La cartographie des zones inondables en ex-Midi-Pyrénées réalisée dans le cadre du XIe Contrat de plan État-région, visant à informer les citoyens et les décideurs sur le risque d’inondation, est accessible sur le site de la DREAL Occitanie. La commune a été reconnue en état de catastrophe naturelle au titre des dommages causés par les inondations et coulées de boue survenues en 1982, 1999 et 2009,.
Gaudent est exposée au risque de feu de forêt. Un plan départemental de protection des forêts contre les incendies a été approuvé par arrêté préfectoral le 21 avril 2020 pour la période 2020-2029. Le précédent couvrait la période 2007-2017. L’emploi du feu est régi par deux types de réglementations. D’abord le code forestier et l’arrêté préfectoral du 27 octobre 2014, qui réglementent l’emploi du feu à moins de 200 m des espaces naturels combustibles sur l’ensemble du département. Ensuite celle établie dans le cadre de la lutte contre la pollution de l’air, qui interdit le brûlage des déchets verts des particuliers. L’écobuage est quant à lui réglementé dans le cadre de commissions locales d’écobuage (CLE)

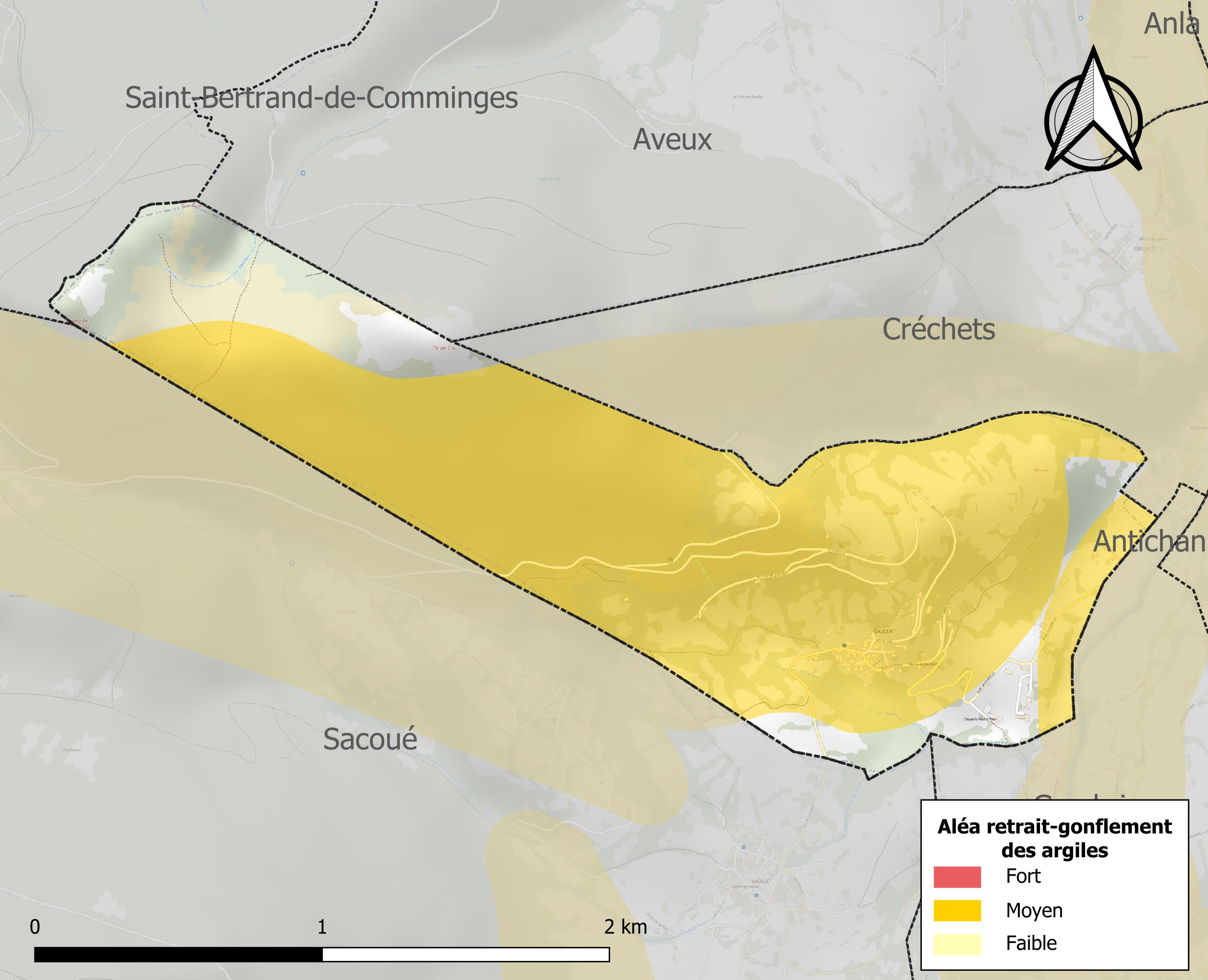
Carte des zones d'aléa retrait-gonflement des sols argileux de Gaudent.

Les mouvements de terrains susceptibles de se produire sur la commune sont des tassements différentiels.
Le retrait-gonflement des sols argileux est susceptible d'engendrer des dommages importants aux bâtiments en cas d’alternance de périodes de sécheresse et de pluie. 79,1 % de la superficie communale est en aléa moyen ou fort (44,5 % au niveau départemental et 48,5 % au niveau national). Sur les 41 bâtiments dénombrés sur la commune en 2019, 36 sont en aléa moyen ou fort, soit 88 %, à comparer aux 75 % au niveau départemental et 54 % au niveau national. Une cartographie de l'exposition du territoire national au retrait gonflement des sols argileux est disponible sur le site du BRGM,.
Par ailleurs, afin de mieux appréhender le risque d’affaissement de terrain, l'inventaire national des cavités souterraines permet de localiser celles situées sur la commune.
Concernant les mouvements de terrains, la commune a été reconnue en état de catastrophe naturelle au titre des dommages causés par des mouvements de terrain en 1999.

## Toponymie

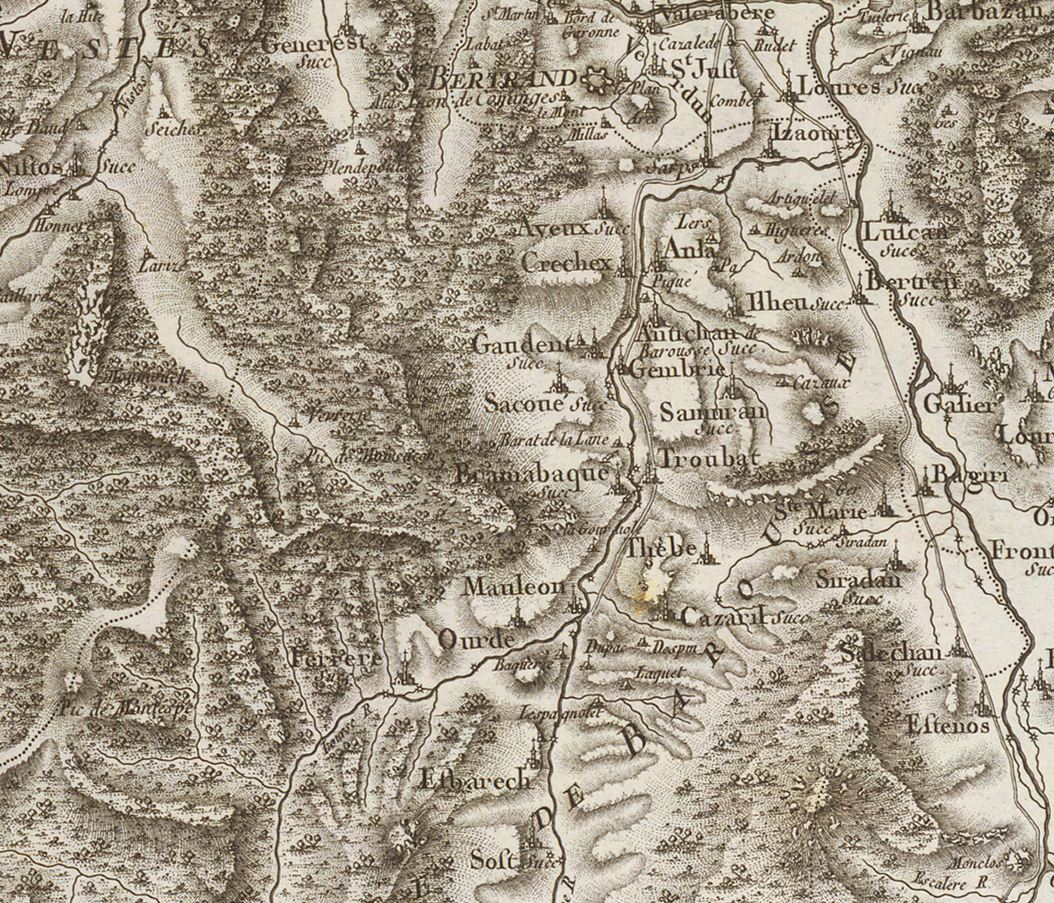
Extrait de la carte de Cassini (entre 1756 et 1789) situant Gaudent au nord de Mauléon-Barousse.

On trouvera les principales informations dans le Dictionnaire toponymique des communes des Hautes-Pyrénées de Michel Grosclaude et Jean-François Le Nail qui rapporte les dénominations historiques du village :
Dénominations historiques :
- de Gaudento, latin (pouillé du Comminges) ;
- Godent (1790, Département 1) ;
- Gaudent (fin XVIIIe siècle, carte de Cassini).

Nom occitan : Gaudent.

## Histoire

### Cadastre napoléonien de Gaudent
Le plan cadastral napoléonien de Gaudent est consultable sur le site des archives départementales des Hautes-Pyrénées.

## Politique et administration

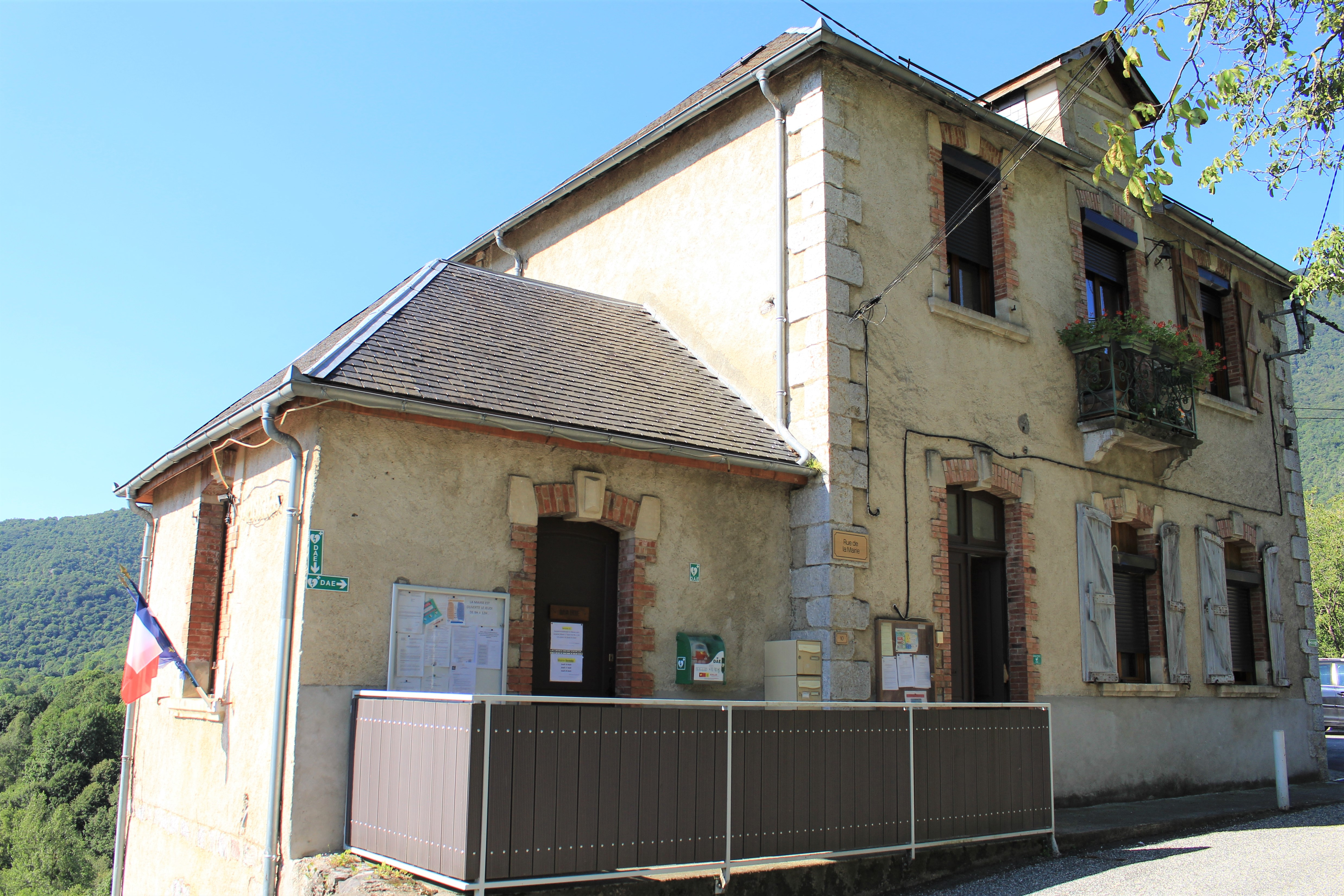
La mairie en 2023.

### Liste des maires
| Période                                  | Période   | Identité      | Étiquette | Qualité |
| ---------------------------------------- | --------- | ------------- | --------- | ------- |
| Les données manquantes sont à compléter. |           |               |           |         |
|                                          |           |               |           |         |
| avant 1988                               | ?         | Émile Peyréga |           |         |
| mars 2001                                | mars 2014 | Michel Ribes  |           |         |
| mars 2014                                | En cours  | Anselme Ribes |           |         |

### Rattachements administratifs et électoraux

#### Historique administratif
Sénéchaussée d'Auch, pays des Quatre-Vallées, Vallée de la Barousse, canton de Barousse (1801-2014).

#### Intercommunalité
Gaudent appartient à la communauté de communes Neste Barousse créée en janvier 2017 et qui réunit 43 communes.

## Population et société

### Démographie

#### Évolution démographique
L'évolution du nombre d'habitants est connue à travers les recensements de la population effectués dans la commune depuis 1793. Pour les communes de moins de 10 000 habitants, une enquête de recensement portant sur toute la population est réalisée tous les cinq ans, les populations de référence des années intermédiaires étant quant à elles estimées par interpolation ou extrapolation. Pour la commune, le premier recensement exhaustif entrant dans le cadre du nouveau dispositif a été réalisé en 2008.

En 2022, la commune comptait 38 habitants, en évolution de −9,52 % par rapport à 2016 (Hautes-Pyrénées : +1,59 %, France hors Mayotte : +2,11 %).
| 1793 | 1800 | 1806 | 1821 | 1831 | 1836 | 1841 | 1846 | 1851 |
| ---- | ---- | ---- | ---- | ---- | ---- | ---- | ---- | ---- |
| 141  | 132  | 154  | 122  | 146  | 160  | 159  | 158  | 178  |

| 1856 | 1861 | 1866 | 1872 | 1876 | 1881 | 1886 | 1891 | 1896 |
| ---- | ---- | ---- | ---- | ---- | ---- | ---- | ---- | ---- |
| 169  | 181  | 182  | 150  | 150  | 148  | 136  | 140  | 139  |

| 1901 | 1906 | 1911 | 1921 | 1926 | 1931 | 1936 | 1946 | 1954 |
| ---- | ---- | ---- | ---- | ---- | ---- | ---- | ---- | ---- |
| 133  | 107  | 104  | 87   | 80   | 82   | 65   | 58   | 45   |

| 1962 | 1968 | 1975 | 1982 | 1990 | 1999 | 2006 | 2008 | 2013 |
| ---- | ---- | ---- | ---- | ---- | ---- | ---- | ---- | ---- |
| 50   | 49   | 40   | 40   | 34   | 45   | 47   | 47   | 46   |

| 2018 | 2022 | - | - | - | - | - | - | - |
| ---- | ---- | - | - | - | - | - | - | - |
| 36   | 38   | - | - | - | - | - | - | - |

|
| selon la population municipale des années : | 1968 | 1975 | 1982 | 1990 | 1999 | 2006 | 2009 | 2013 |
| Rang de la commune dans le département      | 338  | 336  | 369  | 440  | 418  | 406  | 409  | 414  |
| Nombre de communes du département           | 479  | 473  | 473  | 474  | 474  | 474  | 474  | 474  |

La population a atteint un maximum en 1866 avec 182 habitants, puis a baissé périodiquement pour atteindre 34 habitants en 1990. Elle a ensuite connu une légère hausse jusqu'à aujourd'hui.

### Enseignement
La commune dépend de l'académie de Toulouse. Elle ne dispose plus d'école en 2019.

## Économie

### Emploi
|                | 2008  | 2013  | 2018   |
| -------------- | ----- | ----- | ------ |
| Commune        | 9,1 % | 20 %  | 10,5 % |
| Département    | 7,7 % | 9,4 % | 9,8 %  |
| France entière | 8,3 % | 10 %  | 10 %   |

En 2018, la population âgée de 15 à 64 ans s'élève à 19 personnes, parmi lesquelles on compte 84,2 % d'actifs (73,7 % ayant un emploi et 10,5 % de chômeurs) et 15,8 % d'inactifs,. Depuis 2008, le taux de chômage communal (au sens du recensement) des 15-64 ans est supérieur à celui de la France et du département.
La commune est hors attraction des villes,. Elle compte 6 emplois en 2018, contre 6 en 2013 et 6 en 2008. Le nombre d'actifs ayant un emploi résidant dans la commune est de 16, soit un indicateur de concentration d'emploi de 37,5 % et un taux d'activité parmi les 15 ans ou plus de 58,1 %.
Sur ces 16 actifs de 15 ans ou plus ayant un emploi, 5 travaillent dans la commune, soit 31 % des habitants. Pour se rendre au travail, 87,5 % des habitants utilisent un véhicule personnel ou de fonction à quatre roues et 12,5 % n'ont pas besoin de transport (travail au domicile).

## Culture locale et patrimoine

### Lieux et monuments
- Église Notre-Dame-de-l'Assomption.
- Chapelle Notre-Dame du Plan d'Ilheu.
- Montjoie Notre-Dame de Lourdes datant de la fin du XIXe siècle[37].

Sélection de vues diverses
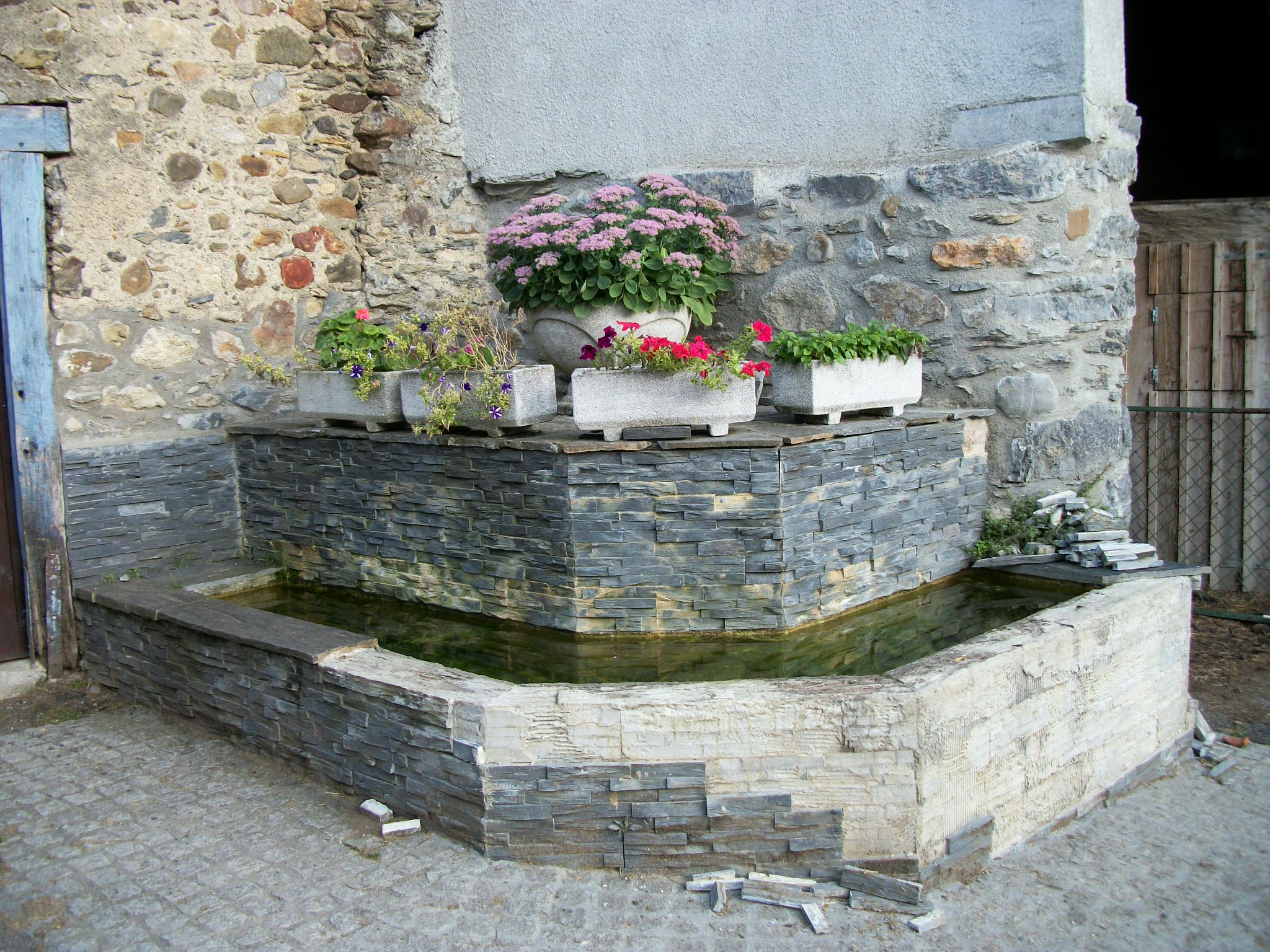
Un abreuvoir moderne fleuri.
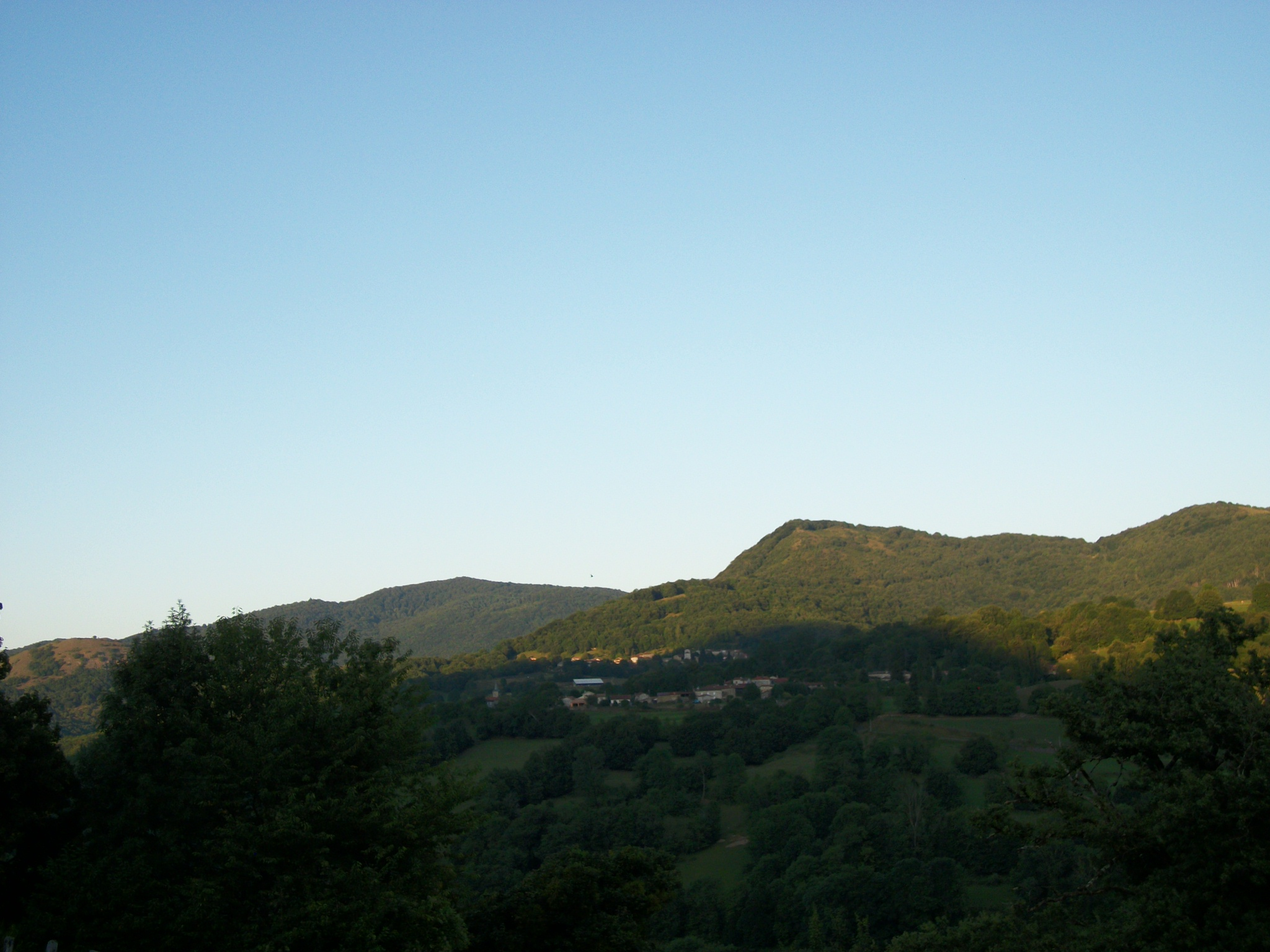
Vue sur les villages d'Antichan et Ilheu.
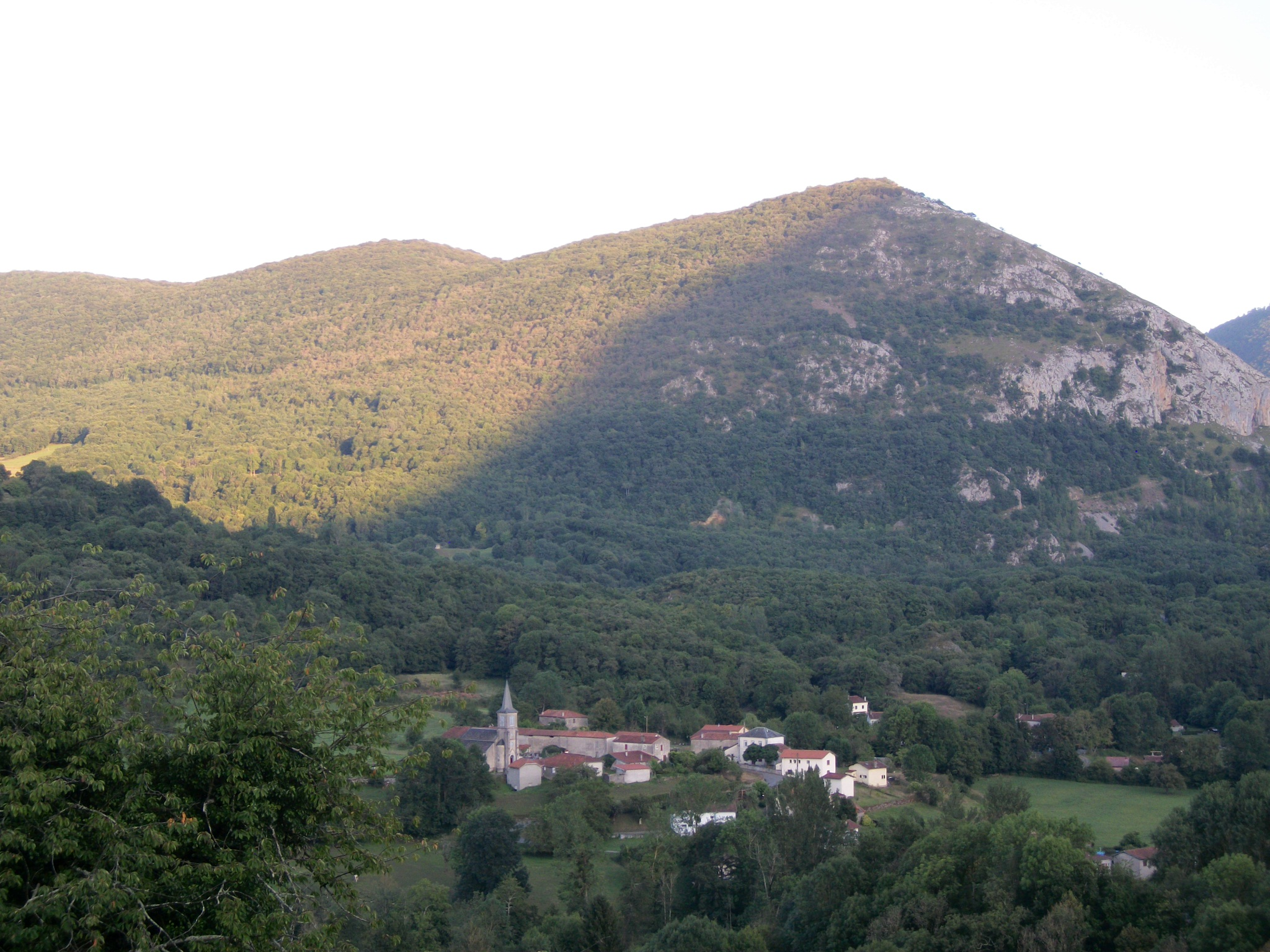
Vue sur le village de Gembrie.
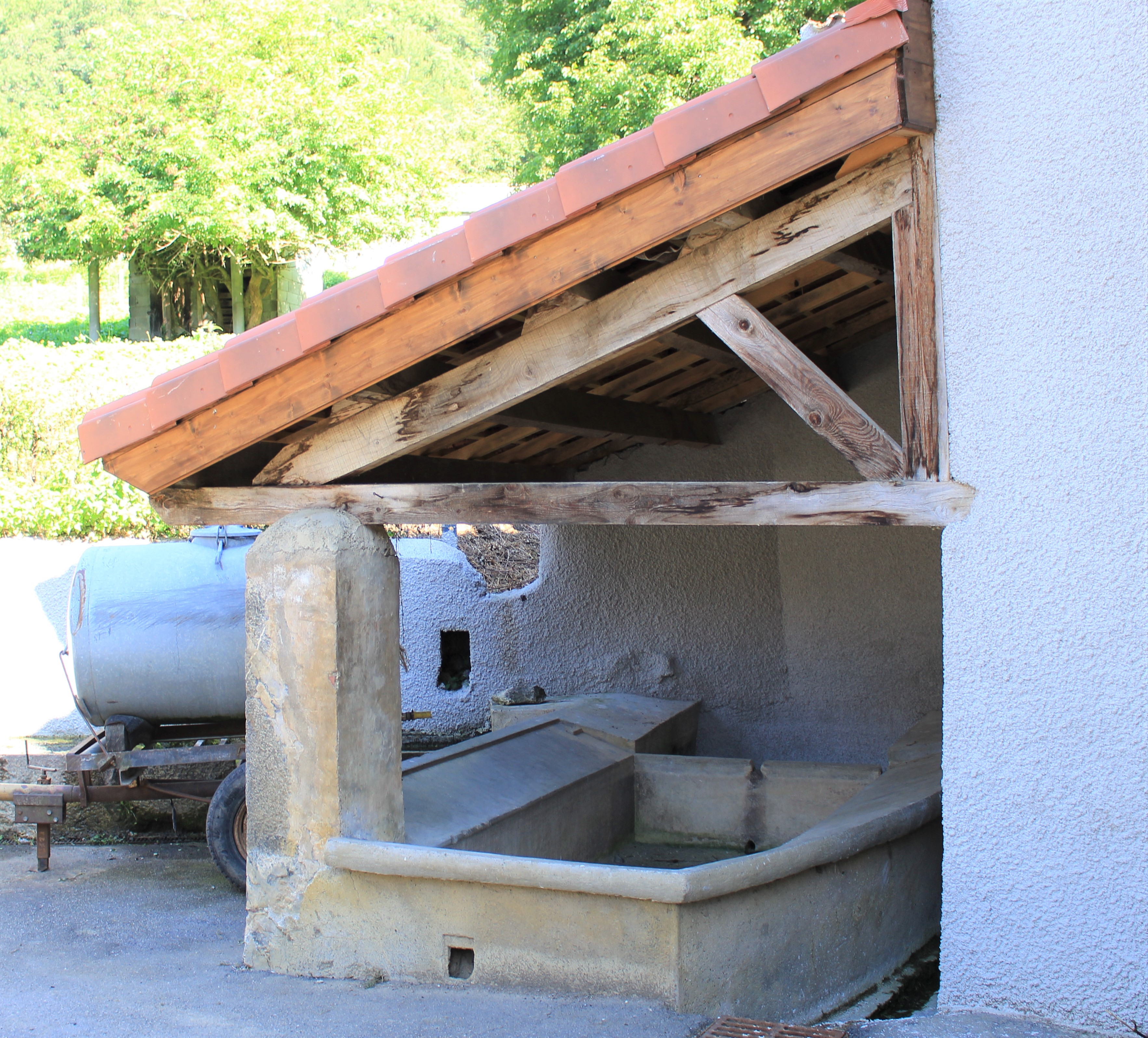
Le lavoir.

- La mairie.
- L'ancienne école.
- L'église Notre-Dame-de-l'Assomption.
- Montjoie Notre-Dame de Lourdes.
- Montjoie Notre-Dame de Lourdes.
- La chapelle Notre-Dame du Plan d'Ilheu.

- Abreuvoirs.
- Lavoir.

Sélection de vues diverses
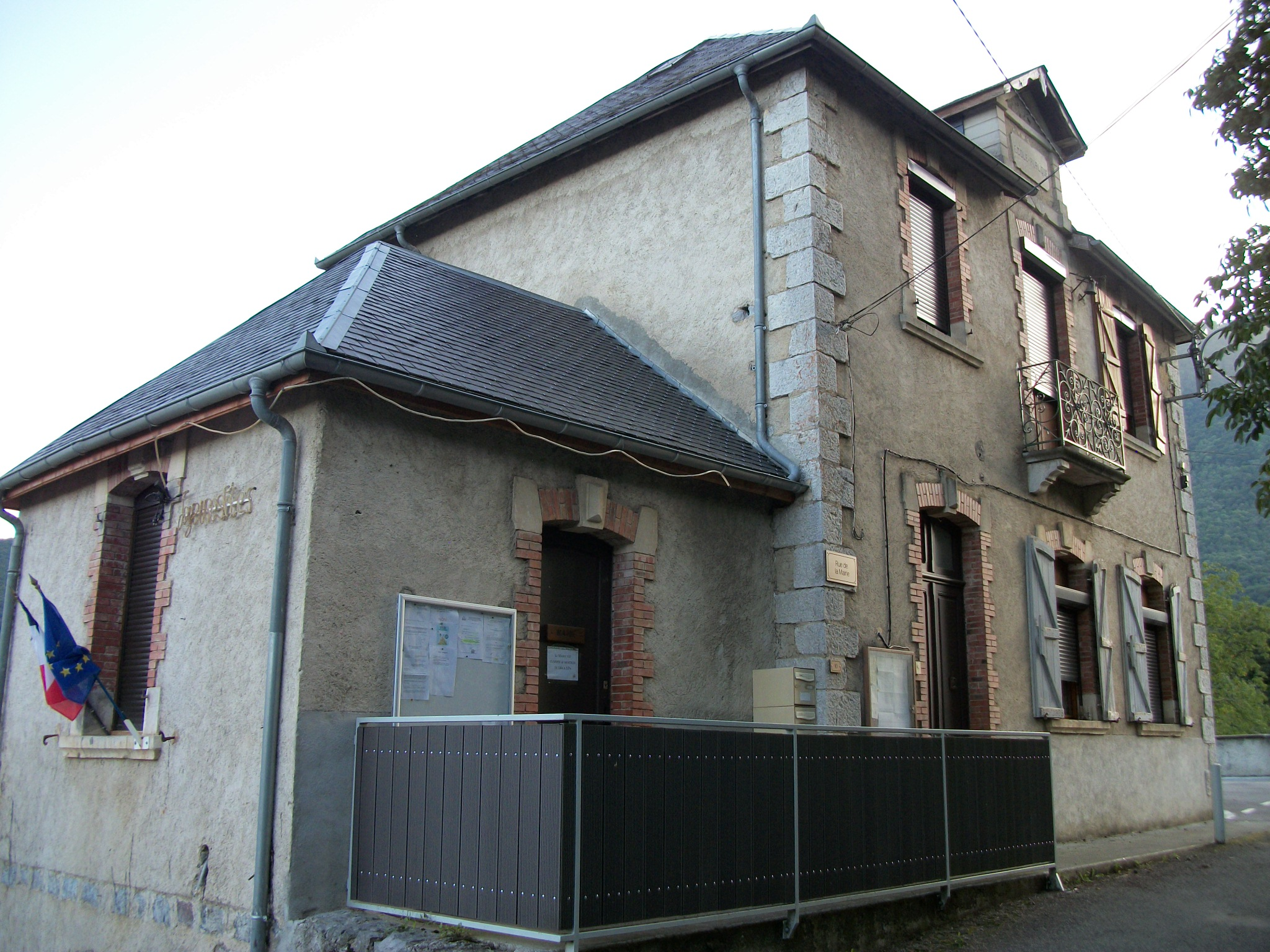
La mairie.
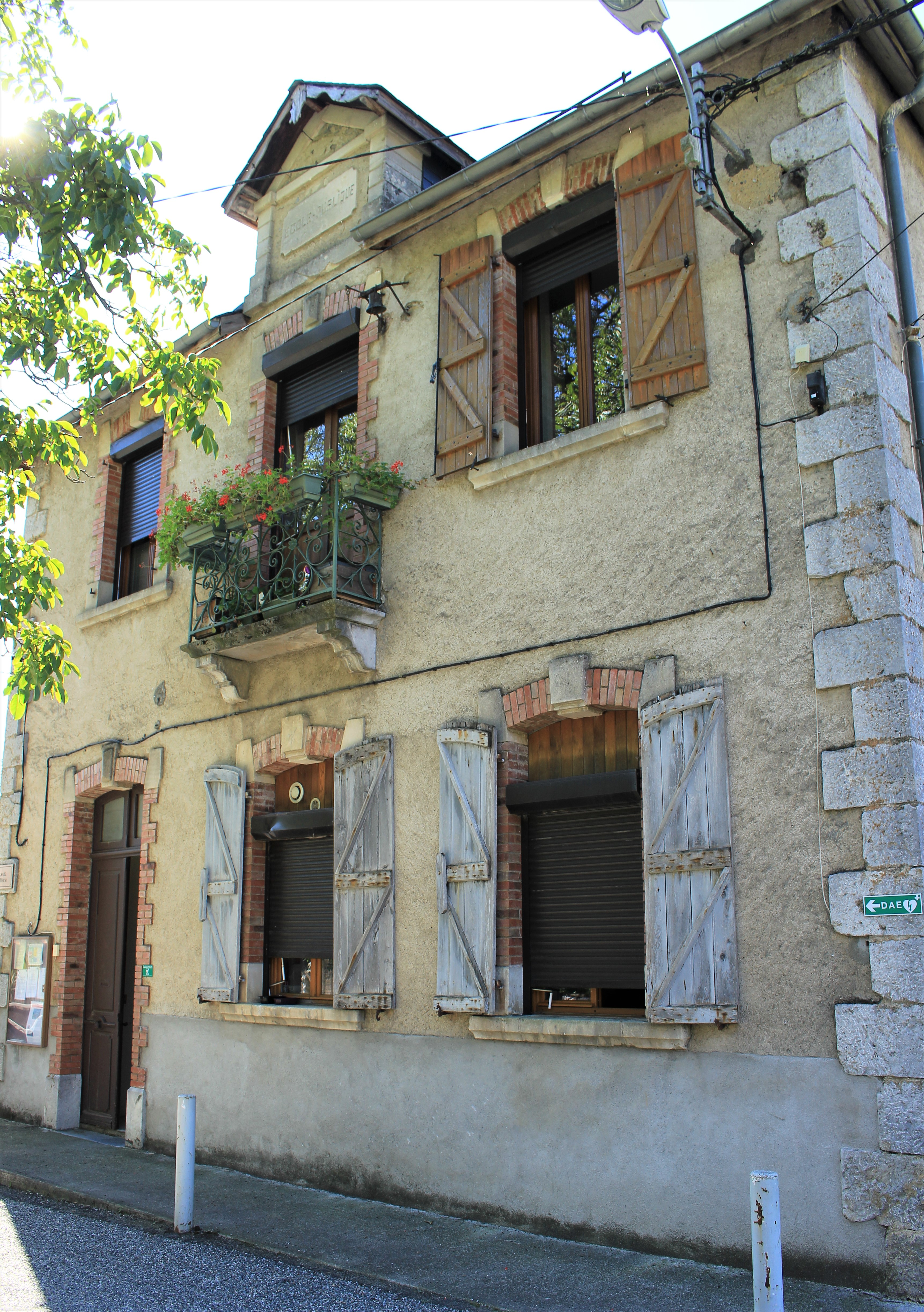
L'ancienne école.
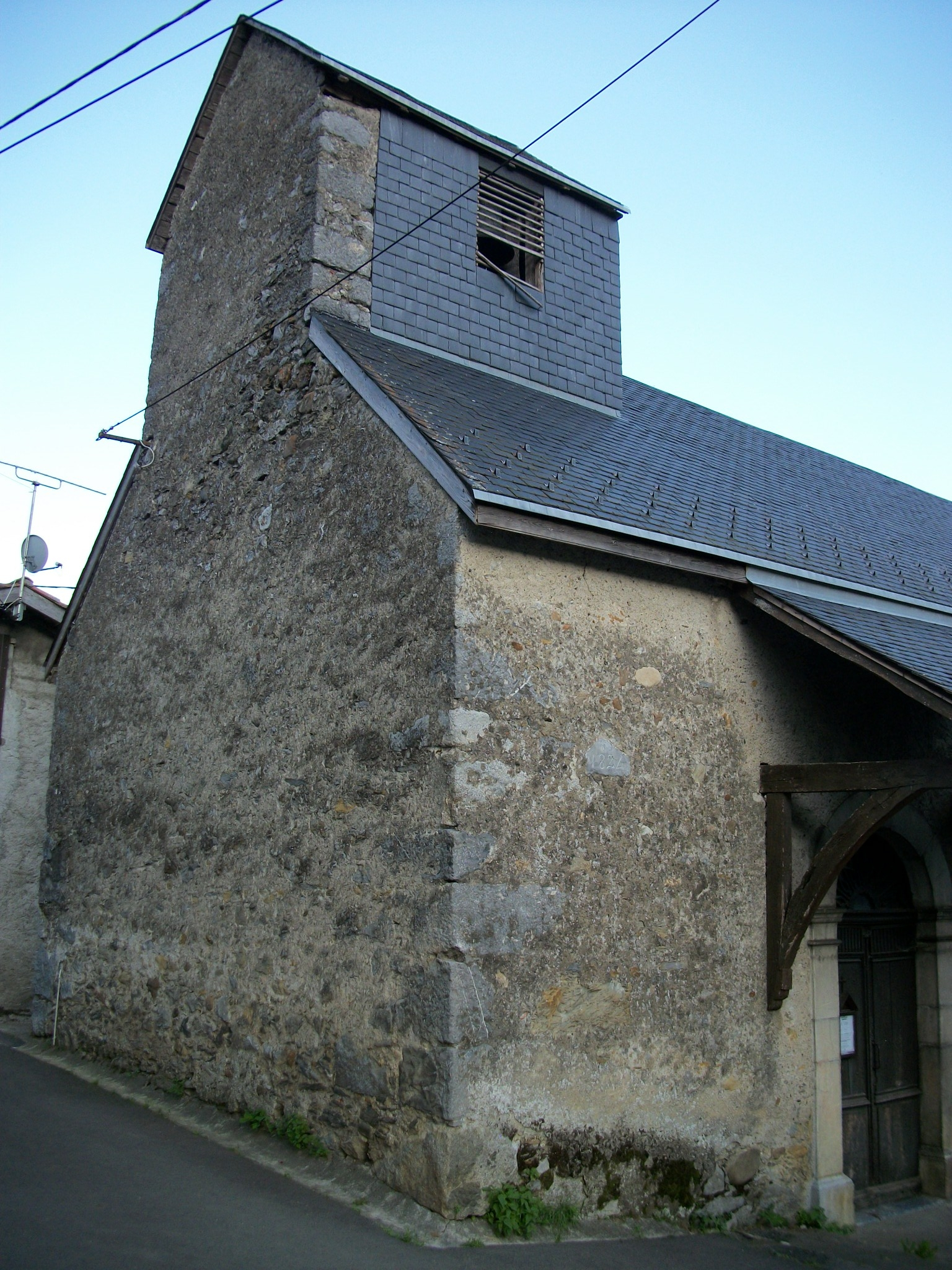
L'église Notre-Dame-de-l'Assomption.
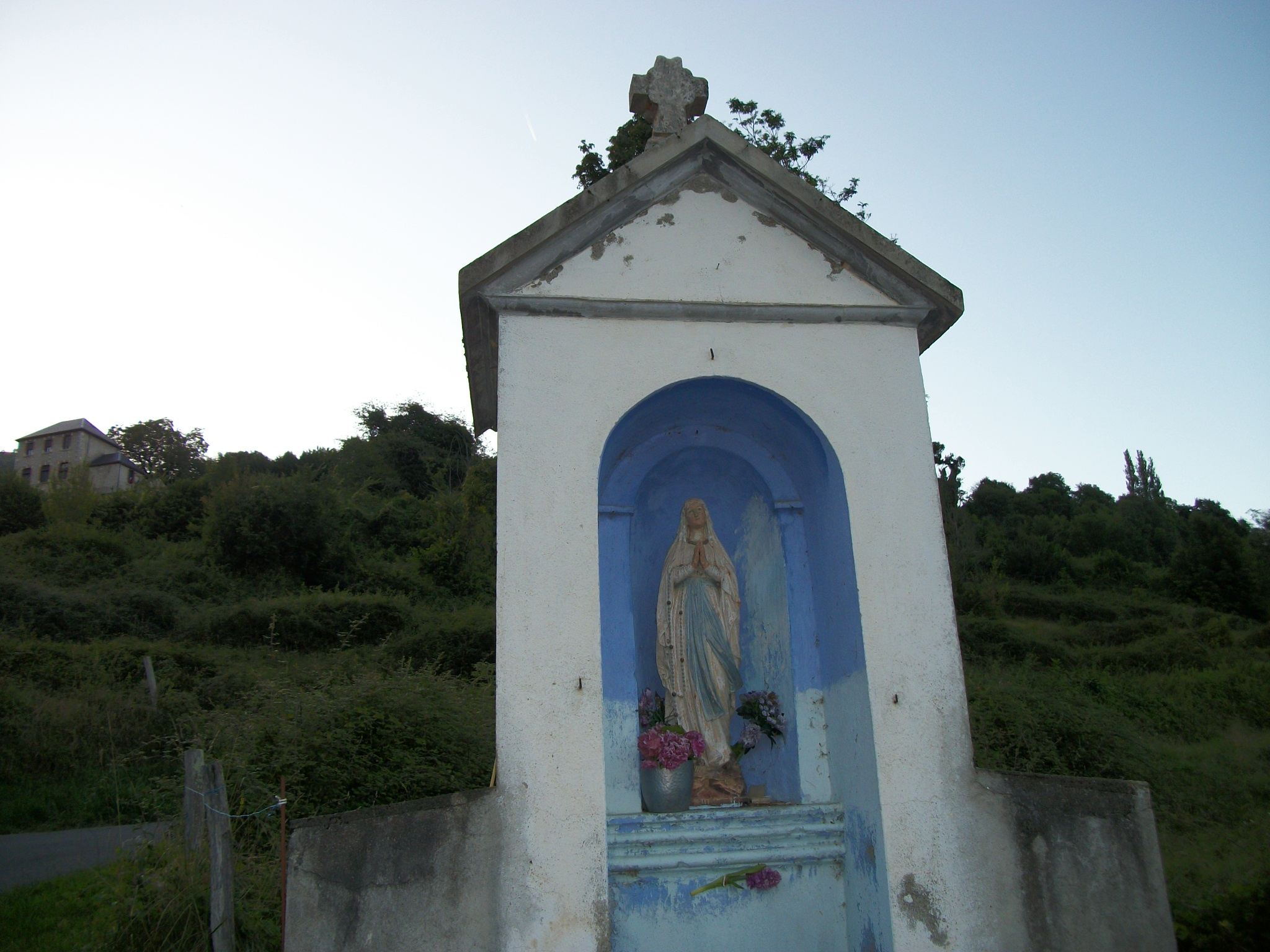
Montjoie Notre-Dame de Lourdes.
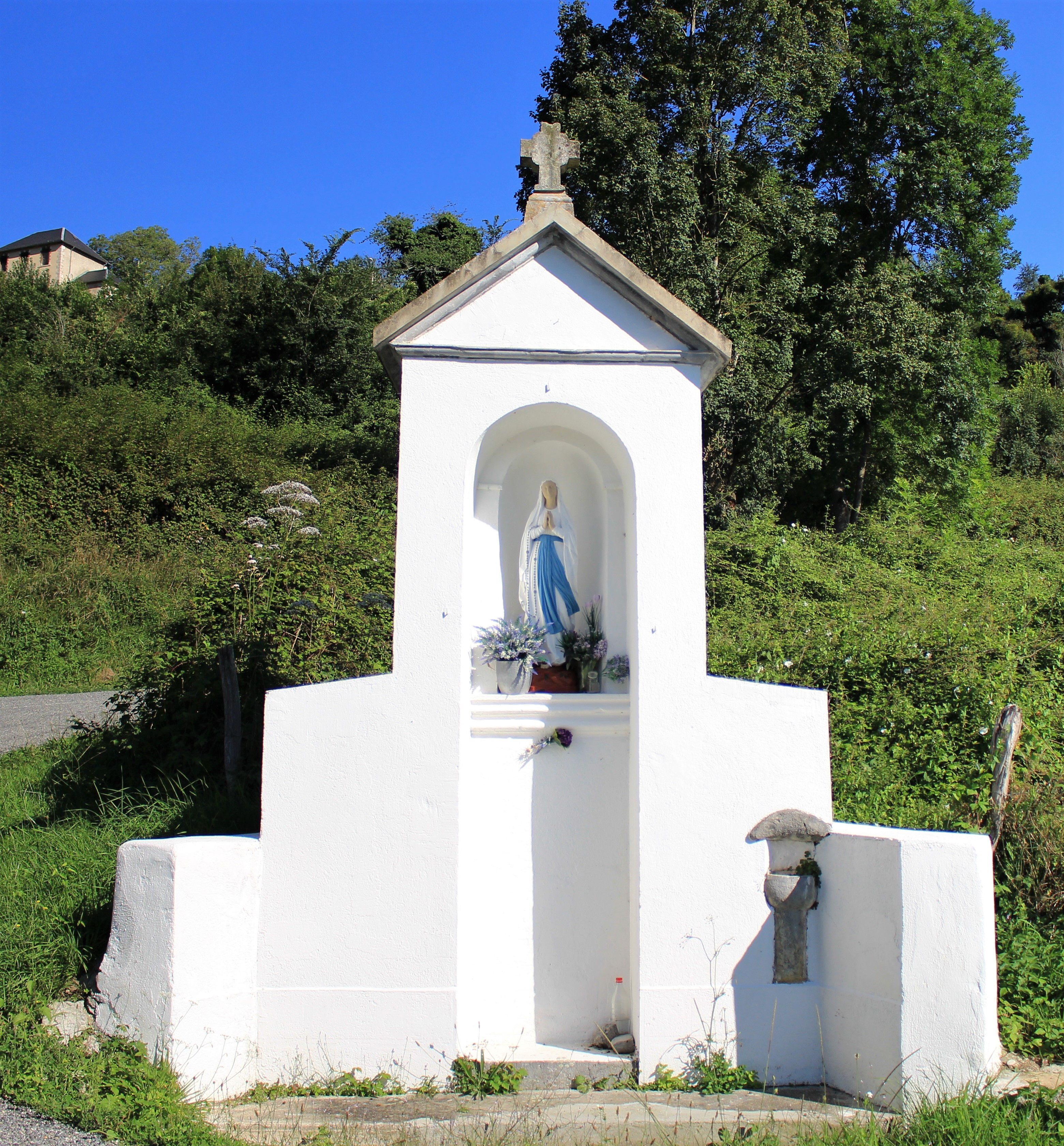
Montjoie Notre-Dame de Lourdes.
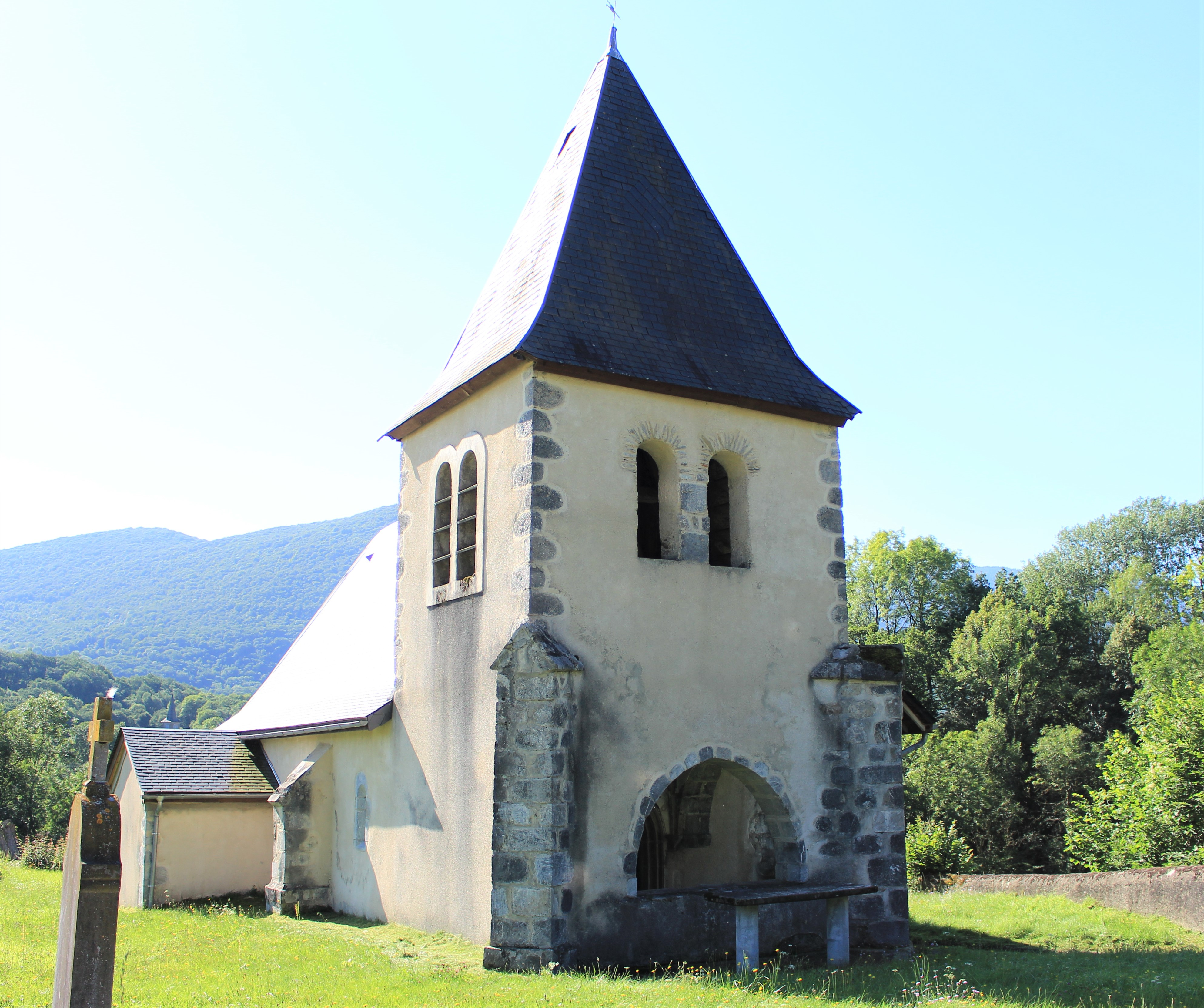
La chapelle Notre-Dame du Plan d'Ilheu.

- Un abreuvoir moderne fleuri.
- Vue sur les villages d'Antichan et Ilheu.
- Vue sur le village de Gembrie.
- Le lavoir.

### Héraldique
| Blason | Blasonnement : D'azur à la croix d'argent. |